# Arp 338
Arp 338 ist eine interagierendes Galaxienpaar im Sternbild Sextant. Halton Arp gliederte seinen Katalog ungewöhnlicher Galaxien nach rein morphologischen Kriterien in Gruppen. Diese Galaxie gehört zu der Klasse Verschiedene.